# Turgieniewo (obwód królewiecki)
Turgieniewo (ros. Тургенево) – osiedle w Rosji, w obwodzie królewieckim, w rejonie polesskim. W 2010 liczyło 730 mieszkańców.